# رسلمانیا ۲۲
رِسِلمانیا ۲۲ (به انگلیسی: WrestleMania 22) بیست و دومین دوره از رویداد غیر رایگان (Pay-Per-View) رسلمانیا می‌باشد که توسط کمپانی دبلیودبلیوئی برای برَندهای راو و اسمک‌دَون تهیه می‌شود و این دوره اش هم در ۲ آوریل ۲۰۰۶ در ورزشگاه آل استیت آرنا در شهر روزمونت در ایالت ایلینوی برگزار شد.
مین اونت این رویداد، که مسابقه اصلی برند راو بود، جان سینا در مقابل تریپل اچ برای کمربند قهرمانی دبلیو دبلیوئی قرار گرفت که سینا برنده شد. در دیگر مسابقه مسابقه مهم این رویداد و در رقابت اصلی برند اسمک داون یک مسابقه تریپل ترت برای کمربند قهرمانی سنگین‌وزن جهان بین کرت آنگل، ری میستریو و رندی اورتون برگزار شد که ری مستریو برنده شد و قهرمان جدید این کمربند لقب گرفت.
رسلمانیا ۲۲ سومین رسلمنیا بود که در منطقه شهری شیکاگو (پس از رسلمانیا ۳ و رسلمانیا ۱۳) برگزار شد. رسلمانیا ۲۲ همچنین آخرین رسلمانیایی بود که در یک سالن برگزار شد، زیرا هر دوره بعدی، به استثنای رسلمانیا ۳۶، در یک استادیوم برگزار شده‌است.

## زمینه‌سازی
رسلمانیا به عنوان بهترین رویداد سالانه دبلیودبلیوئی و نماد این کمپانی معرفی می‌شود؛ چرا که قدیمی‌ترین و دارای بیشترین تعداد برگزاری در تاریخ کشتی حرفه‌ای و در دبلیودبلیوئی از نظر اهمیت برابر سوپر بول در ورزش لیگ فوتبال ملی در کشور آمریکا است. این رویداد شامل مسابقاتی بین دشمنی‌های موجود، ماجراهای پیش آمده و داستان‌هایی خواهد بود که پیش از این در برنامه‌های راو یا اسمک داون پخش شده بود. کشتی‌گیرها با توجه به مسابقات یا سری اتفاقاتی که برایشان رخ می‌دهد، تنش را به حد اکثر می‌رساند و نقش منفی یا قهرمان به خود می‌گیرند.

## نتایج
| #                                                                                                 | نتایج                                                                         | نوع مسابقه                                                   | مدت زمان |
| ------------------------------------------------------------------------------------------------- | ----------------------------------------------------------------------------- | ------------------------------------------------------------ | -------- |
| ۱پ                                                                                                | ویسکرا پیروز در این رقابت با حذف آخرین نفر یعنی اسنیتسکی                      | مسابقه بتل رویال                                             | ۶:۰۹     |
| ۲                                                                                                 | بیگ شو و کین (c) پیروز در مقابل کارلیتو و کریس مسترز                          | مسابقه تگ تیم برای قهرمانی کمربند تگ تیم دبلیودبلیوئی        | ۶:۴۲     |
| ۳                                                                                                 | راب ون دم پیروز در مقابل بابی لشلی، فینلای, مت هاردی، ریک فلر و شلتون بنجامین | مسابقه نردبان مانی این د بنک                                 | ۱۲:۱۴    |
| ۴                                                                                                 | جان لی‌فیلد (با همراهی جیلیان هال) پیروز در مقابل کریس بنوا (c)                | مسابقه تک نفره برای کمربند قهرمانی ایالات متحده دبلیودبلیوئی | ۹:۴۸     |
| ۵                                                                                                 | اج (با همراهی لیتا) پیروز در مقابل میک فولی                                   | مسابقه خشونت بار (هاردکور)                                   | ۱۴:۳۶    |
| ۶                                                                                                 | بوگی من پیروز در مقابل بوکرتی (با همراهی شارمل)                               | مسابقه تک نفره                                               | ۳:۴۳     |
| ۷                                                                                                 | میکی جیمز پیروز در مقابل تریش استراتوس (c)                                    | مسابقه تک نفره برای کمربند زنان دبلیودبلیوئی                 | ۸:۴۸     |
| ۸                                                                                                 | آندرتیکر پیروز در مقابل مارک هنری                                             | مسابقه تابوت                                                 | ۹:۲۸     |
| ۹                                                                                                 | شاون مایکلز پیروز در مقابل وینس مک‌من (با همراهی شین مک‌من)                     | مسابقه بی قانون (نو هولدز بارد)                              | ۱۸:۲۲    |
| ۱۰                                                                                                | ری میستریو پیروز در مقابل رندی اورتون و کرت انگل (c)                          | مسابقه تریپل ترت برای قهرمانی سنگین‌وزن جهان (دبلیو دبلیو ای) | ۹:۱۹     |
| ۱۱                                                                                                | توری ویلسون پیروز در مقابل کندیس میشل                                         | مسابقه تک نفره                                               | ۳:۵۴     |
| ۱۲                                                                                                | جان سینا (c) پیروز در مقابل تریپل اچ                                          | مسابقه تک نفره برای کمربند قهرمانی دبلیودبلیوئی              | ۲۲:۰۲    |
| - (c) – نشان‌دهنده قهرمان(هایی) است که به میدان می‌روند - پ – نشان‌دهنده این است که مسابقه در پری–شو |                                                                               |                                                              |          |